# Roanoke (Illinois)
Roanoke é uma vila localizada no estado americano de Illinois, no Condado de Woodford.

## Demografia
Segundo o censo americano de 2000, a sua população era de 1994 habitantes.
Em 2006, foi estimada uma população de 2000, um aumento de 6 (0.3%).

## Geografia
De acordo com o United States Census Bureau tem uma área de
2,5 km², dos quais 2,4 km² cobertos por terra e 0,1 km² cobertos por água.

## Localidades na vizinhança
O diagrama seguinte representa as localidades num raio de 16 km ao redor de Roanoke.